# Refuge faunique de Pointe-du-Lac
Le refuge faunique de Pointe-du-Lac est l'un des 11 refuges fauniques du Québec, au Canada.  Ce site a pour mission de protéger un haut-fond du lac Saint-Pierre qui sert de lieu de repos pour de nombreuses espèces de canards.
Le refuge faunique fait partie de la réserve de la biosphère du Lac-Saint-Pierre ainsi que le site Ramsar du lac Saint-Pierre.  Il est aussi inclus dans la zone importante pour la conservation des oiseaux (ZICO) du lac Saint-Pierre.

## Toponymie
Le nom de Pointe-du-Lac est un toponyme datant du XVIe siècle. Il fait référence à une pointe sablonneuse au nord-est du lac Saint-Pierre. Les Abénaquis nomment, quant à eux, le lieu Ôbômkôntek qui signifie « camp de la pointe de sable blanc ».

## Géographie
Le refuge faunique est situé au sud-ouest du secteur de Pointe-du-Lac à Trois-Rivières.  Le territoire de 2,61 km2 est situé entièrement dans le lac Saint-Pierre dont il protège un haut-fond.